# Auguste von Sartorius

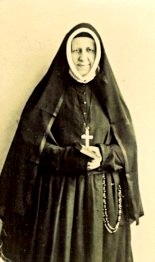
Auguste von Sartorius

Auguste von Sartorius (* 1. März 1830 in Aachen; † 8. Mai 1895 in Paris) war eine deutsche römisch-katholische Ordensfrau und Generaloberin des Schwesternordens vom Heiligen Herzen Jesu (französisch Dames du Sacré-Cœur de Jesus).

## Leben
Auguste von Sartorius war die Tochter des aus Graz stammenden und in Aachen praktizierenden Arztes und Badekommissars Georg von Sartorius (1787–1856) und seiner Gattin Therese verw. Lerodt geb. von Eynatten (1793–1882). Aus der ersten Ehe ihrer Mutter hatte Auguste drei wesentlich ältere Halbgeschwister, von denen zwei bereits nicht mehr zu Hause wohnten. Nachdem die ältere dieser beiden Schwestern 1840 plötzlich verstorben war, wuchsen deren sechs Kinder, die gleichzeitig die Nichten und Neffen von Auguste waren, zusammen mit der restlichen Familie im Haus von Georg und Therese von Sartorius auf. Diese familiären Umstände und die Arbeit von Augustes Mutter Therese im Vorstand des Frauenvereins, der das Marianneninstitut, eine Entbindungsstation für arme Wöchnerinnen, leitete, prägten Auguste von Sartorius für ihr weiteres Leben. Ihre Schulausbildung erhielt sie durch Privatlehrer, da es zu jener Zeit keine durchgehende höhere Schule für Mädchen in Aachen gab.
Auguste von Sartorius war eine vielseitig gebildete und gut informierte Jugendliche von fast 15 Jahren, als sie von dem Elend anderer Kinder auf der ganzen Welt erfuhr. Nachdem der französische Bischof Charles-Auguste-Marie-Joseph de Forbin-Janson aus Nancy im Jahr 1843 zur Behebung dieser Not das Kinderhilfswerk Œuvre de la Sainte Enfance (deutsch: Werk der heiligen Kindheit) ins Leben gerufen hatte, war es Augustes Ziel, ähnliches in Aachen umzusetzen. Sie begann mit Freundinnen und anderen Kindern wohlhabender Familien, Geld zu sammeln und die Erlöse dem Bischof zu spenden. Anfangs wurde ihr Engagement noch belächelt, doch nachdem sich ihre Aktionen in steigendem Ausmaß herumgesprochen hatten, erhielt sie zunehmend Unterstützung aus dem Familien- und Bekanntenkreis sowie von der Kirche. Am 2. Februar 1846 veranlasste sie schließlich die Gründung des deutschen Kindermissionswerks unter dem Namen Verein der heiligen Kindheit, der dann von einem befreundeten Pfarrer geleitet wurde und in dem ihr Vater als Schatzmeister fungierte, da sie selber mit 16 Jahren zu Führungsaufgaben nicht berechtigt war. Im Jahr 1856 wurde ihr Verein von Papst Pius IX. anerkannt. Seit 1959 ist der Verein mitverantwortlich für die jährliche Aktion Dreikönigssingen.
Im Jahr 1855 entschied sich Auguste von Sartorius für ein Ordensleben und trat in den Schwesternorden vom Heiligen Herzen Jesu in Vaals ein, der 1848 in dem dortigen Schloss Blumenthal eine Niederlassung eingerichtet hatte. Der im Jahr 1800 von Sophie Barat gegründete und weltweit expandierende Orden betrieb dort neben den Ignatianischen Exerzitien ein Pensionat für Töchter adeliger und betuchter Familien. Am 1. März 1856 erhielt Sartorius ihr Ordenskleid und legte nach einem weiteren Jahr ihres Noviziats, welches sie am Mutterhaus in Paris absolviert hatte, am 5. März 1858 ihr erstes Ordensgelübde ab. Im Jahr 1861 wurde Sartorius mit der Leitung des Internats in Blumenthal beauftragt und am 20. Oktober 1863 erhielt sie in Paris ihre Ewige Profess. Ein Jahr später wurde sie zur Hausoberin in Blumenthal ernannt. 1872 erhielt Sartorius den Auftrag, in der Niederlassung im Kloster Marienthal bei Münster ein Noviziat aufzubauen, wozu es allerdings nicht kam, da bedingt durch die Maßnahmen des Kulturkampfes unter anderem die Gesellschaft vom Heiligen Herzen Jesu und andere verwandte Orden und Kongregationen aus dem Deutschen Reich ausgewiesen wurden. Auguste von Sartorius legte zwar beim Oberpräsidenten der Provinz Westfalen, Friedrich von Kühlwetter, Beschwerde ein, die jedoch abgelehnt wurde. Daraufhin nahm sie wieder ihre Dienste auf Schloss Blumenthal wahr, bis sie 1881 als Hausoberin zum „couvent du Sacré-Cœur“ in Bois l’Évêque bei Lüttich versetzt wurde. Aufgrund ihrer vielseitigen Sprachkenntnisse erhielt Sartorius 1884 den Auftrag, als Vikaroberin das Vikariat von Louisiana neu zu organisieren und ein zum dortigen Verwaltungsbezirk gehörendes Gebiet in Mexiko in die Selbständigkeit zu begleiten. Zwei Jahre später wurde sie zur Pariser Zentrale zurückberufen, um von dort als Generalvikarin und Stellvertreterin der Generaloberin Adèle Lehon die gesamten amerikanischen Niederlassungen zu betreuen.
Nach dem Tod der Generaloberin im Jahr 1894 wurde Auguste von Sartorius bereits im ersten Wahlgang zu deren Nachfolgerin gewählt. Eine ihrer ersten Amtshandlungen war die Anbringung einer Gedenktafel am Geburtshaus der Ordensgründerin Sophie Barat in Joigny. Ihre Amtszeit als Generaloberin währte nur zehn Monate, da sie bereits am 8. Mai 1895 nach einem Schlaganfall verstarb. Auguste von Sartorius fand ihre letzte Ruhestätte in der Krypta des Klosters von Conflans in der Gemeinde Charenton-le-Pont, südlich von Paris.
In Gedenken an Auguste von Sartorius wurde in ihrer Heimatstadt Aachen am 16. September 2021 ein Weg nach ihr benannt.